# Milișăuți
Milișăuți là một thị xã thuộc hạt Suceava, România. Dân số thời điểm năm 2002 là 8449 người.